# 杰迈玛·蒙塔格
杰迈玛·蒙塔格（英語：Jemima Montag，1998年2月15日—），澳大利亚女子田径运动员。她曾代表澳大利亚参加2018年英联邦运动会田径比赛，获得二枚金牌。她也曾参加2020年夏季奥林匹克运动会。